# 合勤科技
合勤科技（英語：Zyxel Communications Corp.）為合勤投資控股（TSE: 3704）全資子公司，為一家跨國營運之寬頻連網設備商，提供電信運營商、網際網路服務供應商、行動網路業者所需的次世代電信網路接取解決方案，包括固定寬頻、行動寬頻等網路設備。
合勤科技全球營運總部設立於台灣新竹科學園區，全球共有2個研發中心以及 4 個區域總部，並於31個城市設有分公司，業務涵蓋全球 150 個市場。

## 歷史

#### 1.1 合勤科技成立
1987年，朱順一博士由美國貝爾實驗室返台創業，在桃園縣龍潭鄉創立一隆科技研發高階數據機關鍵零組件數據汞（Data Pump)，是合勤科技的前身。當時國內幾乎沒有類似合勤的通訊公司，任職漢鼎創投總經理胡定華，也是朱順一在交大電子工程系時的大四班導，得知合勤想切入通訊業，認為具有挑戰性。
1989年，朱順一獲得胡定華所管理的創業投資資金，在新竹科學園區成立合勤科技，初期資本額三千萬元。
1990年，合勤成功開發亞洲第一顆自行研發的數據機數據泵及數據機模組。並於1991年和1992年推出全台灣第一台V.32 bis 14400bps 數據機、以及全球第一台結合數據/傳真/語音的三合一數據機。
1995年，台灣第一台ISDN路由器「Prestige 2864I」問世。1996年，合勤科技總部遷入新竹科學園區的廠房，並於美國成立第一個海外子公司。1998年，合勤科技開發出ZyNOS（合勤網路作業系統，ZyXEL Network Operation System）。1992年成功開發出全球第一台結合數據/傳真/語音的三合一數據機。
1999年8月24日，合勤科技股票在臺灣證券交易所公開發行，股票代碼2391。

#### 1.2 合勤投資控股成立
2010年3月23日，合勤科技董事會正式通過企業分割方案，依照《企業併購法》第29條，成立控股公司「合勤投資控股股份有限公司」（合勤投控，Zyxel Group Corporation），依1:1之換股比例將合勤科技股權讓與合勤投控。8月16日，合勤投控在臺灣證券交易所股票上市，股票代碼為3704，掛牌價為新台幣19.4元；同時，合勤科技變成合勤投控100%持股的子公司，股票下市。

#### 1.3 分割代工業務，成立盟創科技
2010年10月30日，合勤投資控股宣布，將其旗下合勤原產品事業群分割，成立盟創科技股份有限公司(MitraStar Technology)，於2011年1月1日正式營運。分割後合勤科技聚焦於品牌業務，盟創科技則執掌原合勤科技網路設備代工事業。兩家公司由不同之經營團隊運作服務各自客戶，以此消除品牌及代工之間的營運衝突。合勤和盟創同為合勤控股100%持股的子公司，資本額分別為: 合勤新台幣18億元，盟創新台幣33億元。 （页面存档备份，存于）

#### 1.4 分割通路業務，成立兆勤科技
2019年2月26日，合勤控100%持股之子公司合勤科技及其子公司Zyxel Communications A/S（以下稱合勤丹麥)，分別召開董事會決議通過合勤科技及合勤丹麥分割減資案，擬將合勤科技及合勤丹麥通路業務事業群下之各營運事業處，分別分割讓與合勤投控新設的公司兆勤科技及兆勤科技新設之子公司Zyxel Networks A/S（以下稱兆勤丹麥)，兆勤科技及兆勤丹麥將分別發行新股予合勤投控及兆勤科技作為分割受讓對價，分割基準日擬訂於民國108年4月1日。

## 公司名稱緣由
合勤科技中文名字取自「合作」、「勤勞」的首字，在於朱順一希望打造一個「合作勤勞」的團隊與合勤全球客戶合作。
許多新企業在取公司英文名稱時，偏好使用 A 開頭的字母 ，以便在公司列表中表列中居首位來提高能見度。但合勤科技創辦人朱順一則反向思考，認為要在眾多 A 開頭的公司中排第一並不容易。因此他選用英文最後兩個字母 Zy 來為公司命名，同樣能以排序於公司列表的底部來提升辨識容易度。
基於合勤成立時業務所處的產業， 朱順一原本計畫將公司命名為 ZyTEL，TEL 代表電信 (telecommunication) ，但 ZyTEL 這個名字在美國已經被註冊，因此朱順一將 T 換為 X，以 ZyXEL 註冊為公司名稱。」

## 大事記
| 年份 | 創新沿革與重要事件                                                                               |
| 1987 | 合勤科技創辦人朱順一博士於桃園龍潭成立一隆科技                                                   |
| 1989 | 合勤科技成立於台灣新竹科學園區                                                                   |
| 1990 | 成功開發亞洲第一顆數據機數據泵(Data Pump)數據機模組                                              |
| 1992 | 全球第一台結合數據、傳真、語音三合一數據機 (U-1496 系列)                                         |
| 1995 | 全世界第一台結合類比和數位傳輸功能的ISDN數據機 (Elite 2864I)                                     |
| 1996 | 全球第一台支援PPP／MP及 NAT小型路由器 (Prestige 2864I)                                           |
| 1996 | 第一個海外子公司於美國加州成立                                                                   |
| 1997 | 全球第一家利用 NAT 位址轉換技術 開發出單一帳號共享功能 (Single User Account，SUA) 應用在路由器   |
| 1998 | 全球第一台類比數據機路由器 (Prestige 100MH)                                                      |
| 1998 | 全球第一家將虛擬私有網路 (Virtual Private Network，VPN) 技術應用在小型路由器 (Prestige 128 Plus) |
| 1998 | 歐洲第一個子公司於丹麥哥本哈根成立                                                               |
| 1999 | 全球第一台支援PPPoE (PPP over Ethernet) ADSL 路由器 (Prestige 641)                               |
| 1999 | 股票正式在台灣證券交易所掛牌上市 (TSE: 2391)                                                     |
| 2003 | 全球第一台整合802.11g高速無線區域網路及ISDN撥接備援之ADSL保全閘道器 (Prestige 653HWI)            |
| 2004 | 全球第一台內建防毒軟體 ADSL 2+閘道器 (Prestige 662HW)                                            |
| 2004 | 全球第一台支援三合一服務 (Triple Play) 多媒體服務的 ATM-based DMT VDSL 閘道器 (Prestige 861)     |
| 2006 | 全球第一台 WiMAX 802.16e 2.5/3.5/2.3 GHz Simple CPE系列 (MAX-200 系列)                           |
| 2006 | 全球第一台 WiMAX 802.16e 2.5/3.5/2.3 GHz PCMCIA卡系列(MAX-100 系列)                              |
| 2007 | 全球第一台內建電源線上網技術全功能ADSL 2+閘道器 (P-660HWP)                                       |
| 2008 | 全球第一台 WiMAX 2.5 GHz CPE獲WiMAX Forum認證 (MAX-206M2)                                        |
| 2009 | 全球首創結合 Gigabit 主動光纖及電信商等級 IPv6 端到端解決方案                                    |
| 2010 | 合勤科技以股份轉換方式設立合勤投資控股公司，合勤科技成為合勤投控百分之百持股子公司               |
| 2011 | 合勤科技分割代工產品事業群，成立合勤投控百分之百持股子公司盟創科技                               |
| 2014 | 全球第一台 UMTS 802.11ac 小型基地台路由器 (FMT3251)                                              |
| 2016 | 全球第一台 4G LTE Cat. 6 HomeSpot 路由器 (LTE4506-M606)                                          |
| 2019 | 合勤科技分割通路業務，成立兆勤科技                                                               |
| 2019 | 全球第一台 Cat.16 CBRS EUD LTE 戶外型路由器(LTE7480-S905)                                        |
| 2019 | 全球第一台 4G LTE Cat.18 戶外型路由器 (LTE7490-M904)                                             |
| 2020 | 全球第一台獲得IP68認證 5G NR 戶外型路由器(NR7101)                                                |
| 2020 | 全球第一台電信商等級第二代 5G NR 戶外型路由器（採用高通 X55晶片）                                |
| 2020 | 全球第一台 Cat.16 CBRS CBSD-B LTE 戶外型路由器(LTE7485-S905)(NR7101)                             |
| 2021 | 全球第一台獲得 EasyMesh R2認證電信商等級 5G NR 室內型路由器（採用聯發科技 T750 晶片）(NR5103)    |
| 2022 | 合勤科技於 Network X 首次發表 結合5G與Wi-Fi 的全新低碳環保綠色產品(NR5307)                       |

## 品牌商標演進
| 年份        | 商標 | 品牌標語                                            |
| 1992 - 1996 |      | Access Internet & Intranet                          |
| 1996 - 2003 |      | Total Internet Access Solution                      |
| 2003 - 2016 |      | Unleash Networking Power                            |
| 2016 - 2019 |      | Your Networking Ally                                |
| 2019 - 至今 |      | Keeping service providers ahead of the competition. |

## 全球據點
合勤科技全球總部位於台灣（新竹科學園區），全球共有2個研發中心以及4個區域總部，並於31個城市設有分公司，提供各區域的電信服務營運商最及時的銷售諮詢與技術服務。
- 美洲：美國、加拿大、巴西等
- 亞太：台灣、印度、泰國、澳大利亞等
- 歐洲(包含中東地區)：丹麥、挪威、芬蘭、英國、德國、法國、義大利、西班牙、奥地利、土耳其、埃及等

## 產品及解決方案

#### 固網寬頻接取設備
| 使用者駐地裝置（CPE） | 協助電信服務營運商以最經濟的資本支出及營運維護費用，包含了VDSL2、Ethernet 等有線寬頻/無線訊號覆蓋等用戶端寬頻閘道器、橋接器等設備。   |
| 光纖用戶端設備（ONT） | 包含了採用 10G 主動式光纖（AON）和被動式光纖（PON）技術之 SFU、HGU 用戶端寬頻設備，滿足電信運營商對不斷增長的高頻寬、低延遲寬頻服務。 |
| 局端設備（COE）       | 包含了低埠數單機到高埠數機架式 DSLAM、MSAN和 OLT，支持所有固網寬頻接入技術，滿足運營商從小範圍到大區域的端到端寬頻上網布署策略計畫。  |

#### 行動寬頻接取設備
| 無線及行動用戶端設備 | 提供行動網路運營商 5G NR 及 4G LTE 固定無線接入網路戶外型、室內型、攜帶型用戶端設備 |

## 獲獎歷史
合勤科技以 Zyxel商標在全球銷售，為歷年來｢台灣25大國際品牌｣獲獎次數最多的台灣網通品牌。合勤的產品及解決方案亦獲得台灣和全球電信產業多項知名獎項，包括德國紅點設計獎、金點設計獎、｢台灣精品獎｣、美國消費電子展（CES）｢最佳創新獎｣、BBWF寬頻世界論壇｢最佳無線寬頻創新｣入圍，以及美國｢光纖到府 100 強｣。近年來在5G技術的投入，也為合勤獲得兩項國際性移動創新突破獎：年度移動寬頻創新獎和年度商用 5G 解決方案等獎項。

## 永續策略
聯合國通過了17個與全球可持續發展有關的永續目標 (SDGs)，「合勤集團永續委員會」以合勤集團的 6 項企業永續發展重點：道德與公司治理、環境保護、綠色產品和供應鏈、勞工權益與人權、以及社區公益，回應相關的7個SDG以響應聯合國可持續發展目標，並將其列為集團的永續策略與目標。
「合勤集團永續委員會」由合勤投控、合勤科技、盟創科技、兆勤科技員工組成，包括每個相關部門的代表，依合勤集團永續委員會宗旨進行各項企業社會責任相關工作，並根據其相關原則運作，以監督集團內部的企業社會責任問題。自2022年，合勤連續2年榮獲 EcoVadis CSR Rating 銀牌獎。

## 外部連結
- 合勤科技（页面存档备份，存于）
- 合勤投控（页面存档备份，存于）

1. ↑  .   [2023-10-19]. （原始内容存档于2023-10-24）.
2. 1 2  .   [2022-05-25]. （原始内容存档于2022-12-19）.
3. ↑  .   [2022-06-16]. （原始内容存档于2022-12-19）.
4. ↑  .   [2022-05-25]. （原始内容存档于2022-12-12）.
5. ↑  ETtoday新聞雲. . finance.ettoday.net.   [2023-07-09]. （原始内容存档于2022-12-12） （中文（臺灣））.
6. ↑  .   [2023-07-09]. （原始内容存档于2023-07-09） （中文（繁體））.
7. ↑  . www.ctimes.com.tw.   [2023-09-05]. （原始内容存档于2019-08-31）.
8. ↑  自由時報電子報. . ec.ltn.com.tw. 2019-02-26  [2023-07-30]. （原始内容存档于2022-12-28）.
9. ↑  經濟日報. . www.wellife.com.tw. 2016-09-19  [2023-09-19]. （原始内容存档于2023-12-07）.
10. ↑  工商時報. . 工商時報.   [2024-12-26]. （原始内容存档于2024-12-26） （中文（臺灣））.